# Người Vandal

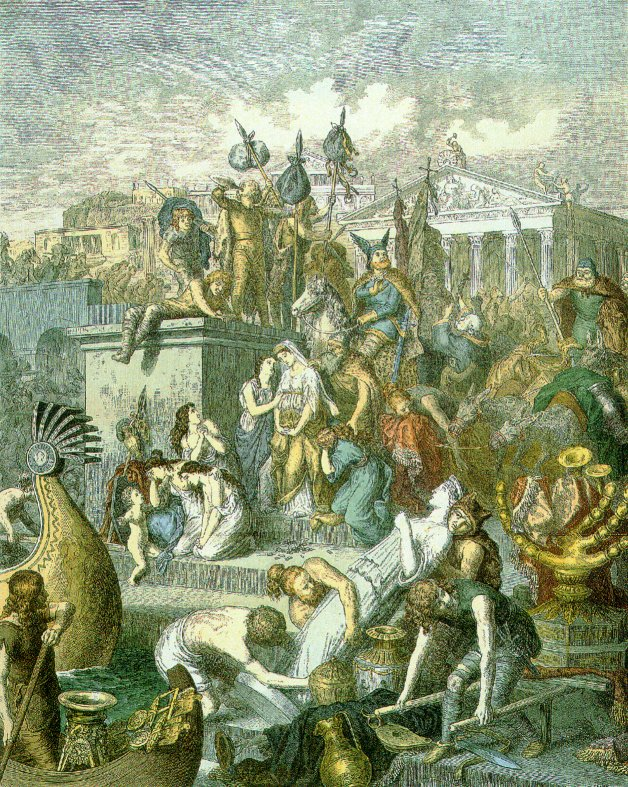
Tiếng xấu nổi tiếng của người Vandal, bức tranh khắc màu bằng thép mô tả trận cướp phá thành Rome (455) của Heinrich Leutemann (1824–1904), c. 1860–80

Người Vandal là một bộ tộc Đông German, dưới sự lãnh đạo của vua Genseric năm 429, đã xâm chiếm châu Phi và tới năm 439 thành lập một vương quốc bao gồm cả tỉnh châu Phi của người La Mã, bên cạnh các hòn đảo Sicilia, Corse, Sardegna, Malta và Balearics. Năm 455, người Vandal cướp phá thành Roma. Vương quốc của họ bị sụp đổ trong cuộc chiến tranh Vandal năm 533-534, trong cuộc chiến này, Justinian I đã tái chiếm tỉnh châu Phi cho Đế quốc Đông La Mã.
Các tác giả thời kỳ Phục Hưng và cận đại đã mô tả người Vandal là những kẻ man rợ, "cướp và đốt phá thành Roma". Chính điều này đã dẫn đến thuật ngữ "vandalism" (tính phá hoại, man rợ), để mô tả sự phá hủy không suy nghĩ, đặc biệt là việc làm xấu đi đầy "man rợ" đối với các công trình nghệ thuật. Tuy nhiên, những sử gia hiện đại lại thường coi người Vandal là dân tộc đã kéo dài sự tồn tại của nền văn hóa La Mã chứ không phải là "tội đồ" phá hủy nó.

## Tên gọi
Tên gọi Vandal đã thường được liên hệ với tên gọi của Vendel, tên của một tỉnh ở Uppland, Thụy Điển, mà cũng được lấy làm tên gọi cho thời tiền sử của Thụy Điển, thời kỳ Vendel. Mối liên hệ này cũng sẽ chỉ ra rằng Vendel là quê hương gốc của người Vandal trước khi đến thời đại di dân.

### Nguồn gốc

Các bộ lạc người German ở khu vực Bắc Âu vào giữa thế kỉ 1 CN. Người Vandal/Lugii được vẽ màu xanh ở vùng đất ngày nay là Ba Lan.
Vandals/Lugii

### Tiến vào đế quốc La Mã

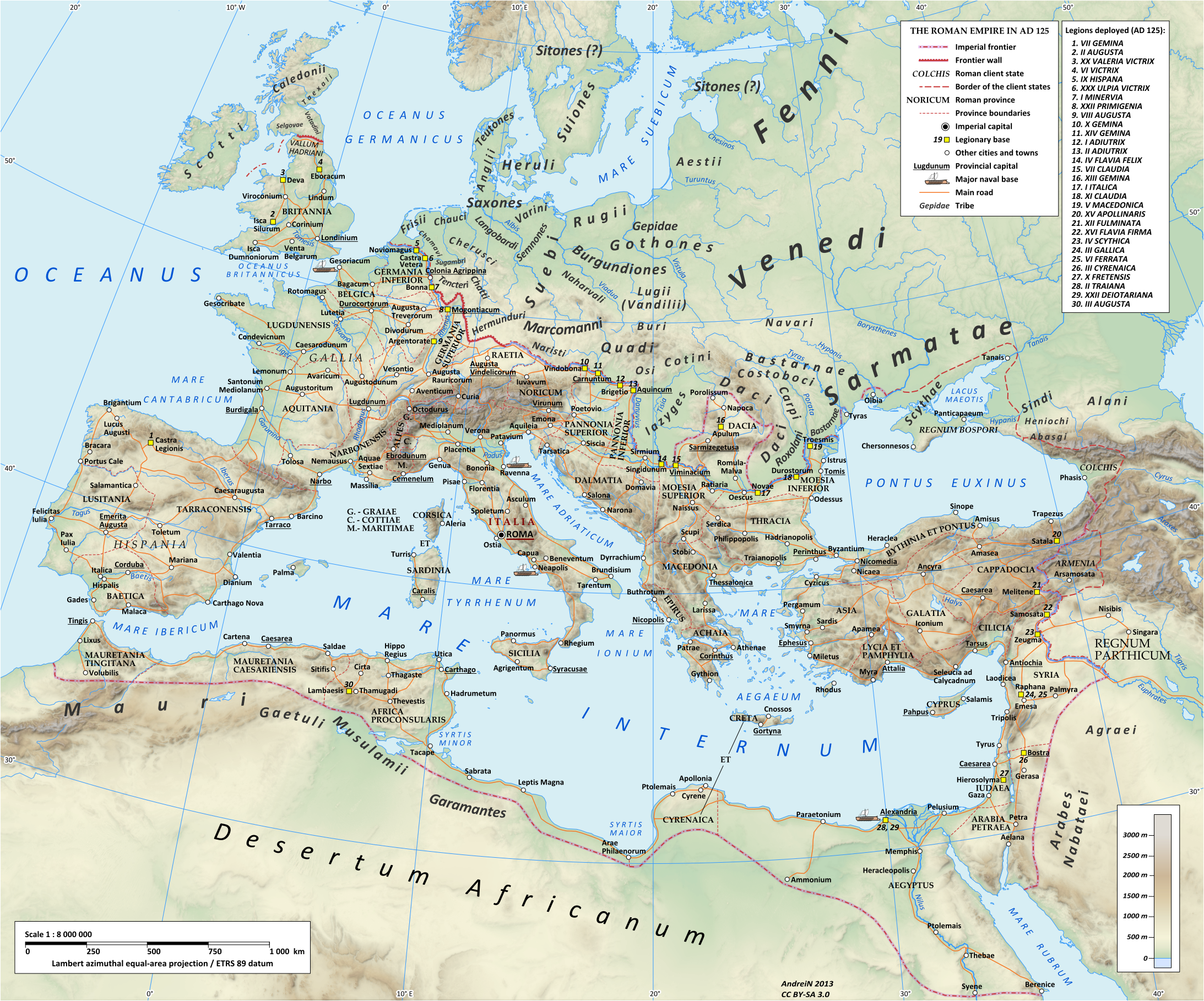
Đế quốc La Mã dưới thời Hadrian (cai trị giai đoạn 117-138), cho thấy vị trí của người Vandilii,bộ lạc đông Đức, sinh sống ở khu vực thượng nguồn sông Vistula,(Ba Lan)

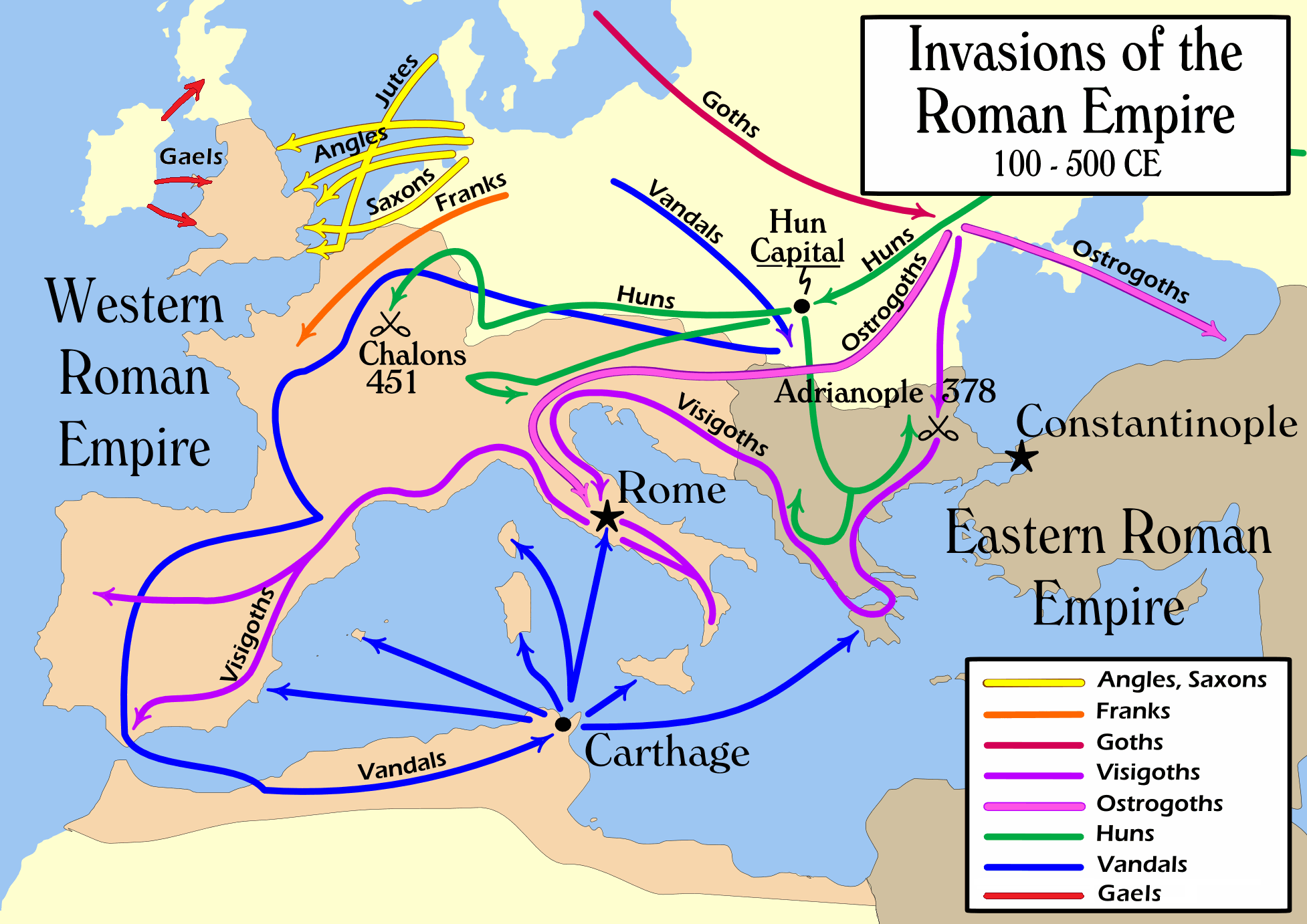
Bản đồ các cuộc xâm lược vào đế quốc La Mã, cho thấy cuộc di dân của người Vandal (màu xanh) từ German qua Dacia, Gaul, Iberia, và tới Bắc Phi, và những cuộc cướp phá khắp Địa Trung Hải, bao gồm cả cuộc cướp phá Rome vào năm 455.
----
Angles, Saxons
Franks
Goths
Visigoths
Ostrogoths
Huns
Vandals

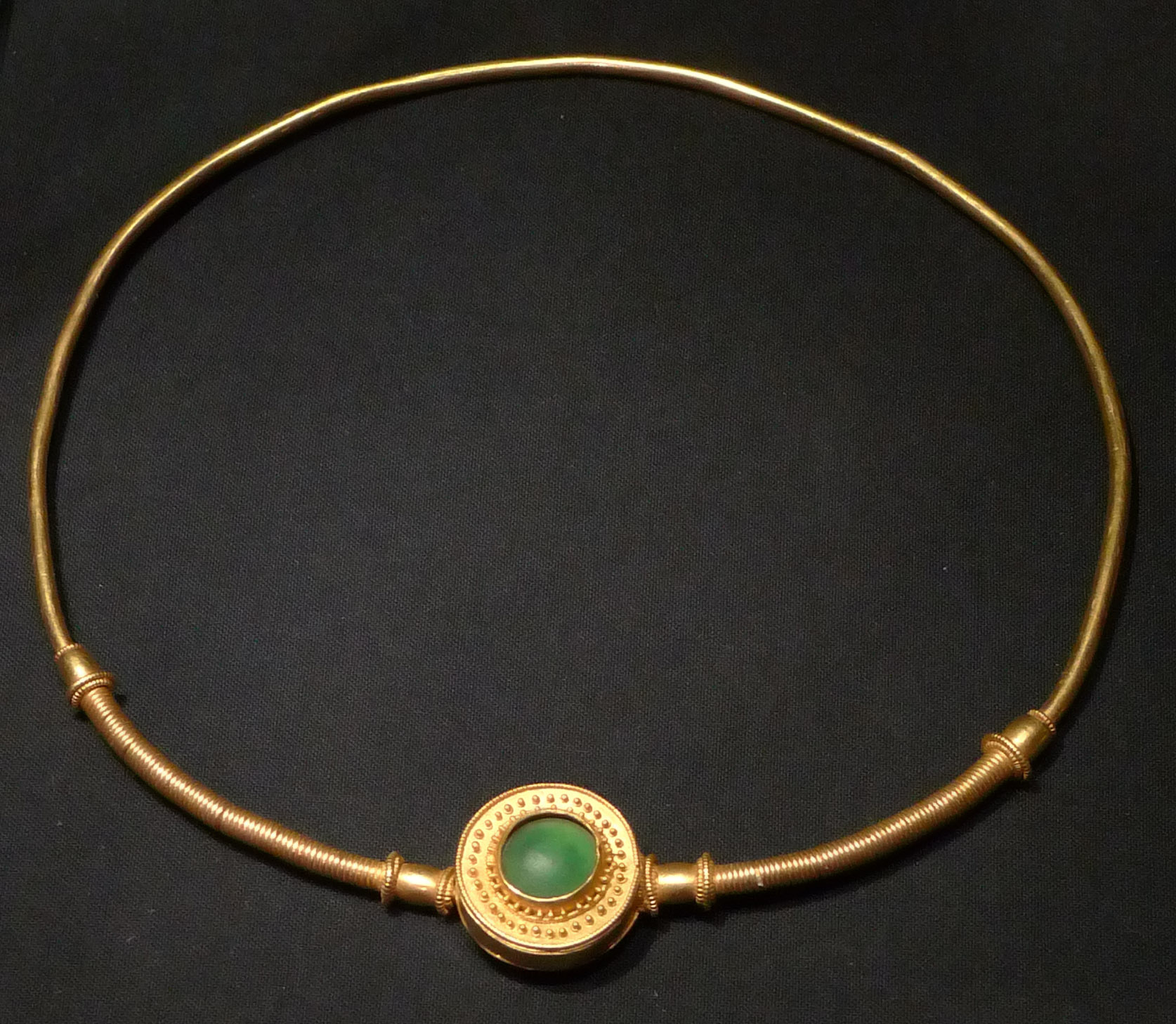
Vòng đeo cổ bằng vàng và thủy tinh của người Vandal. Từ địa điểm chôn cất Czéke, khoảng năm 300 SCN hoặc đầu thế kỷ thứ 4 SCN.

### Sụp đổ

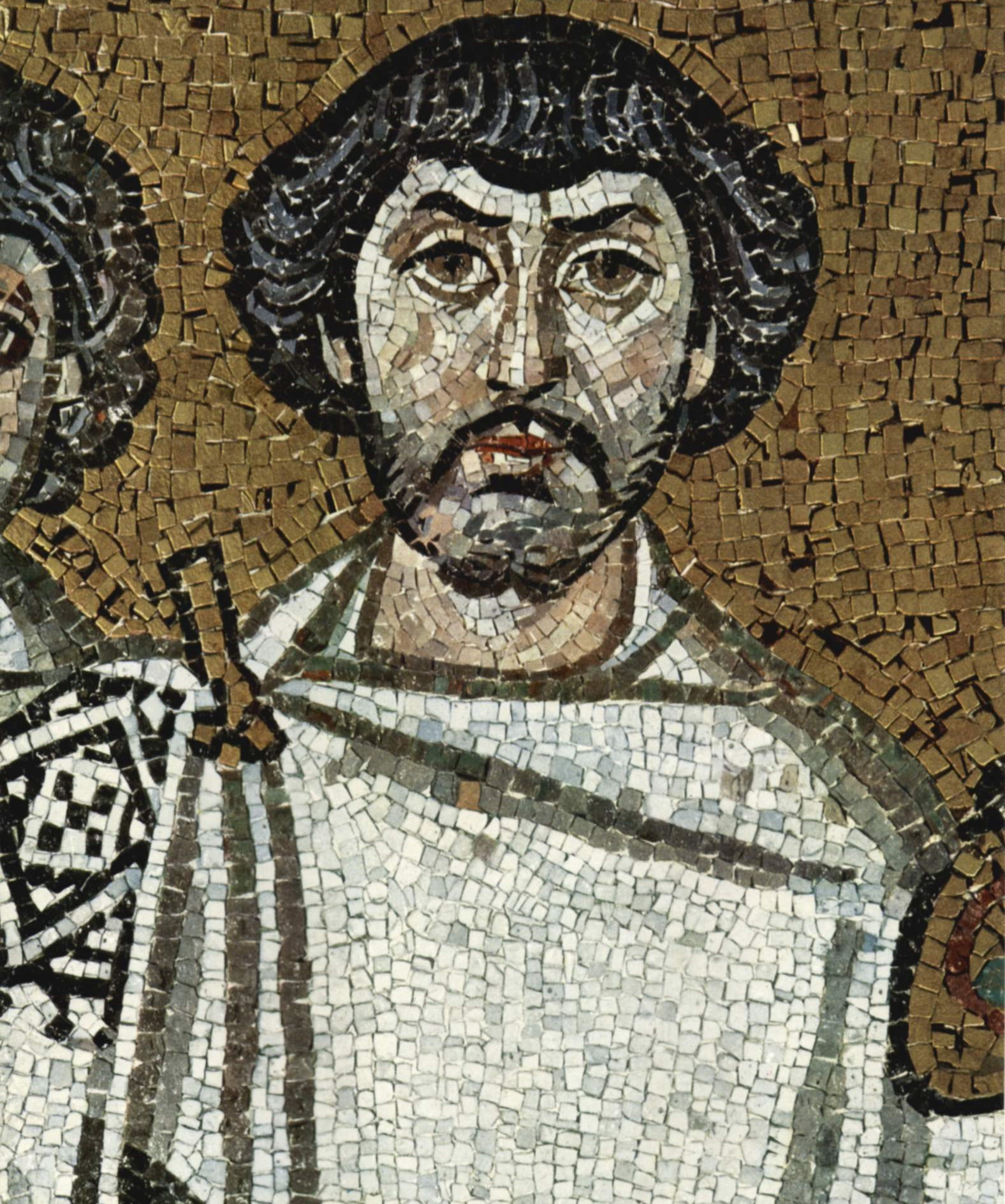
Belisarius có thể là nhân vật có râu đứng bên phải của hoàng đế Justinian I trong bức tranh khảm ở nhà thờ San Vitale, Ravenna, nhằm kỷ niệm cuộc chinh phục Italy của quân đội Byzantine dưới sự lãnh đạo của Belisarius

## Lịch sử